# Виктор Осимен
Виктор Джеймс Осимен е нигерийски професионален футболист, играещ като нападател за турския Галатасарай и националния отбор на Нигерия.

## Клубна кариера

### ФФЛ Волфсбург
След представянето си в световното първенство за юноши до 17 години, Осимен подписва с Волфсбург на 5 януари, 2017 г.

### Лил ОСК
През юли, 2019, Осимен подписва с Лил и отбелязва два гола в дебюта си. Провъзгласен е за играч на месеца във Френското първенство през септември. Завършва сезона като топ реализатор на отбора с 13 гола в 25 мача. Осимен отбелязва общо 18 гола във всички турнири през календарната 2019-20 г.

### Наполи
На 31 юли, 2020, Наполи обявява привличането на Осимен за рекордните за клуба €70 милиона. Впоследствие, Осимен отбелязва два последователни хеттрика в мачове от предсезонната подготовка.

## Успехи
Нигерия
- Купа на африканските нации 2023
  -  Вицешампион (1): 2024